# Sainte-Terre
Sainte-Terre is een gemeente in het Franse departement Gironde (regio Nouvelle-Aquitaine). De plaats maakt deel uit van het arrondissement Libourne. Sainte-Terre telde op 1 januari 2022 1.890 inwoners.

## Geografie
De oppervlakte van Sainte-Terre bedroeg op 1 januari 2022 13,93 vierkante kilometer; de bevolkingsdichtheid was toen 135,7 inwoners per km².

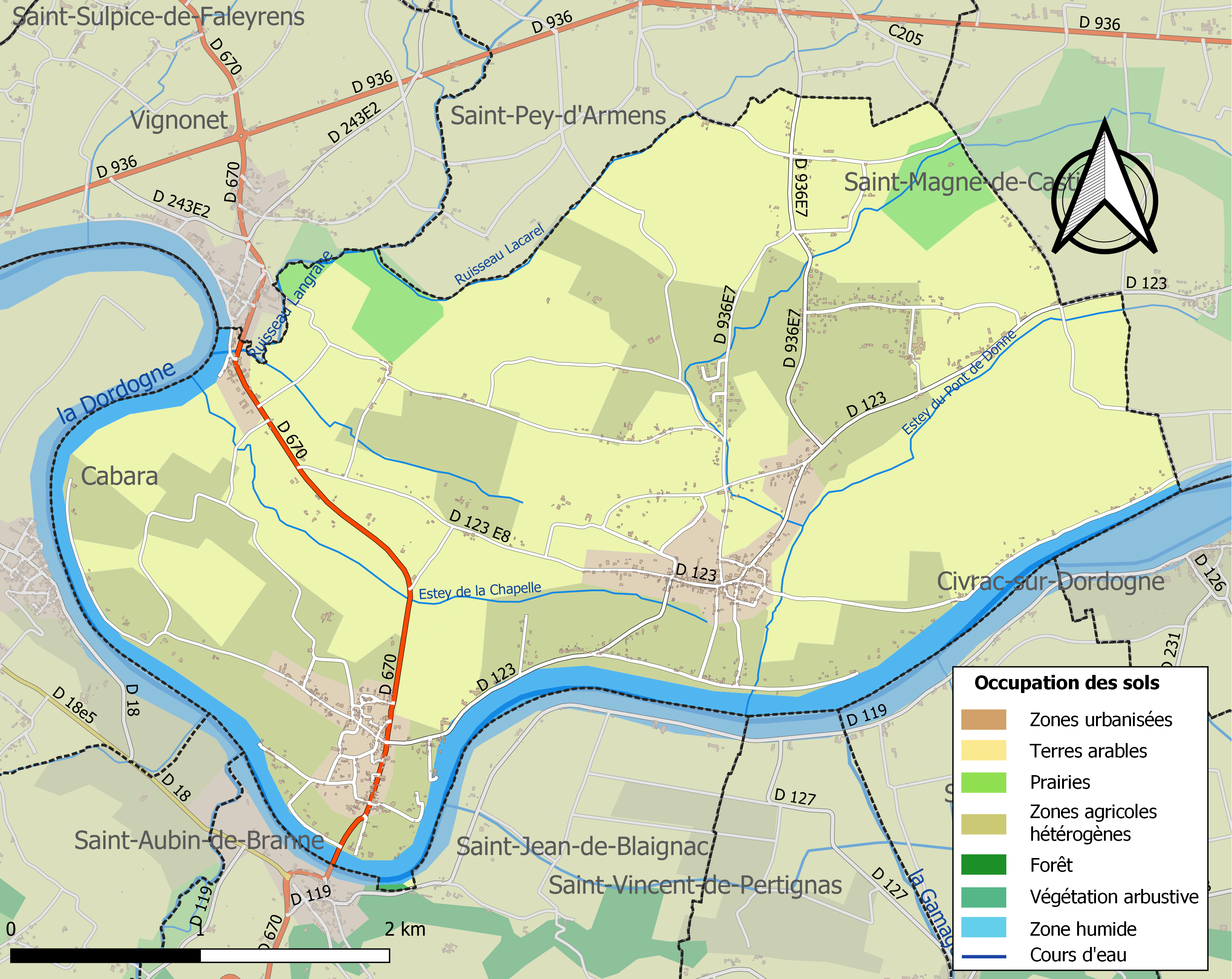
Kaart van de gemeente met belangrijkste infrastructuur, bodemgebruik en omliggende gemeenten

## Demografie
Onderstaande figuur toont het verloop van het inwonertal (bron: INSEE-tellingen).